# Sant Vicenç de Bóixols

Sant Vicenç de Bóixols, respecte del terme d'Abella de la Conca

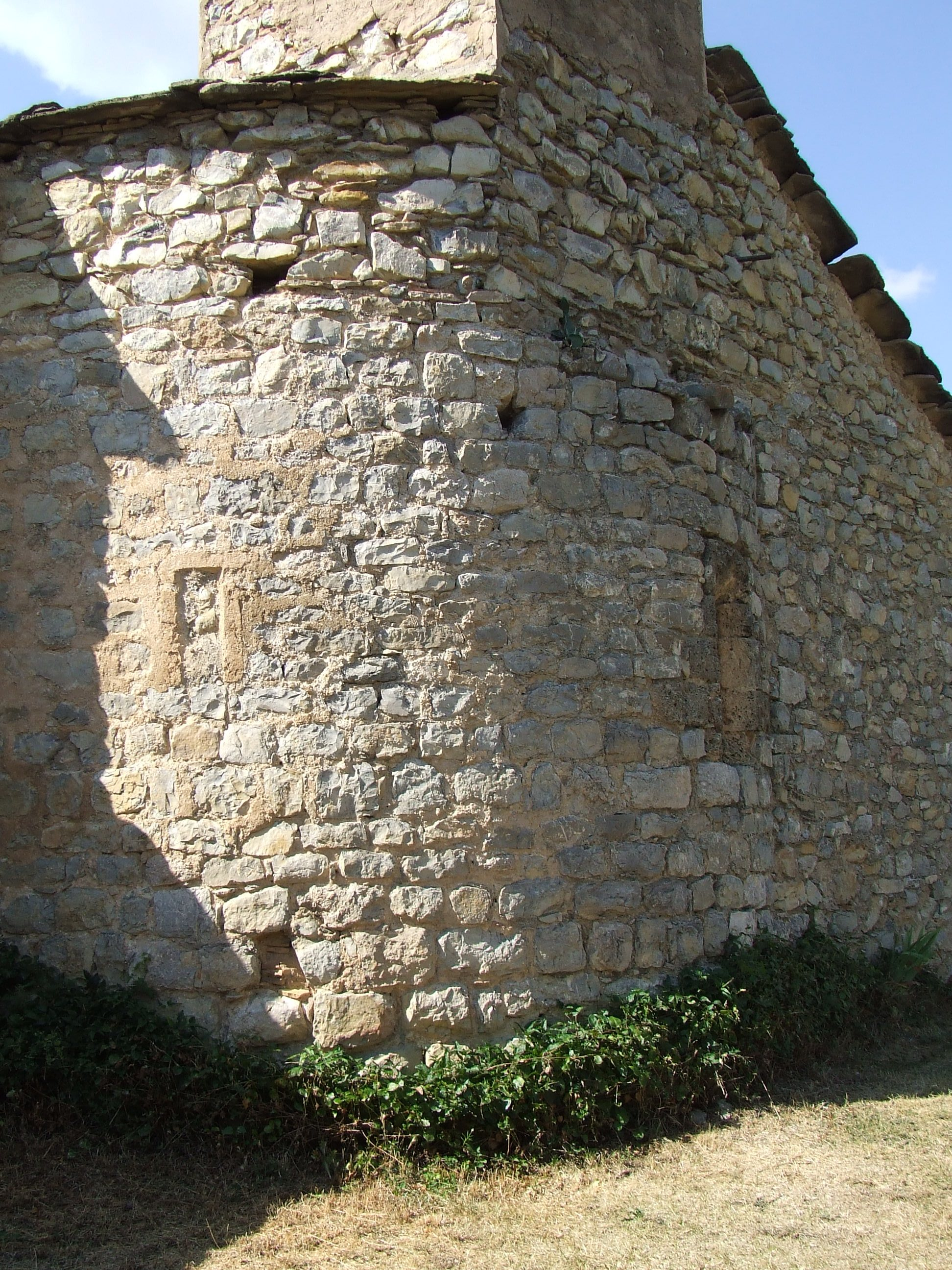
Absis de l'església parroquial de Sant Vicenç

Sant Vicenç de Bóixols és l'església parroquial romànica del municipi d'Abella de la Conca, a la comarca del Pallars Jussà.
Ha estat des d'antic, i encara ho és, l'església parroquial del poble de Bóixols, dedicada a sant Vicenç, però és menada pel rector d'Isona, ja que fa anys que no té rector propi.

## L'edifici
És un edifici d'una sola nau coberta amb volta de canó apuntada. Té dos arcs torals, a més del presbiteral, i a llevant, com és preceptiu en el romànic, hi ha l'absis semicircular, exteriorment molt afectat pels afegits que s'han anat fent en el temple.
La porta és a ponent, però s'observen restes de l'antiga porta al mur meridional. Una finestra de doble esqueixada centra l'absis, que a l'exterior s'obre a través d'una pedra tosca rectangular.
L'aparell és fet amb carreus de pedra calcària del lloc, ben tallats i disposats de forma molt regular. Tot plegat evidencia una construcció del segle xii, però amb afectacions molt importants dels segles posteriors, que l'han desfigurada una mica.

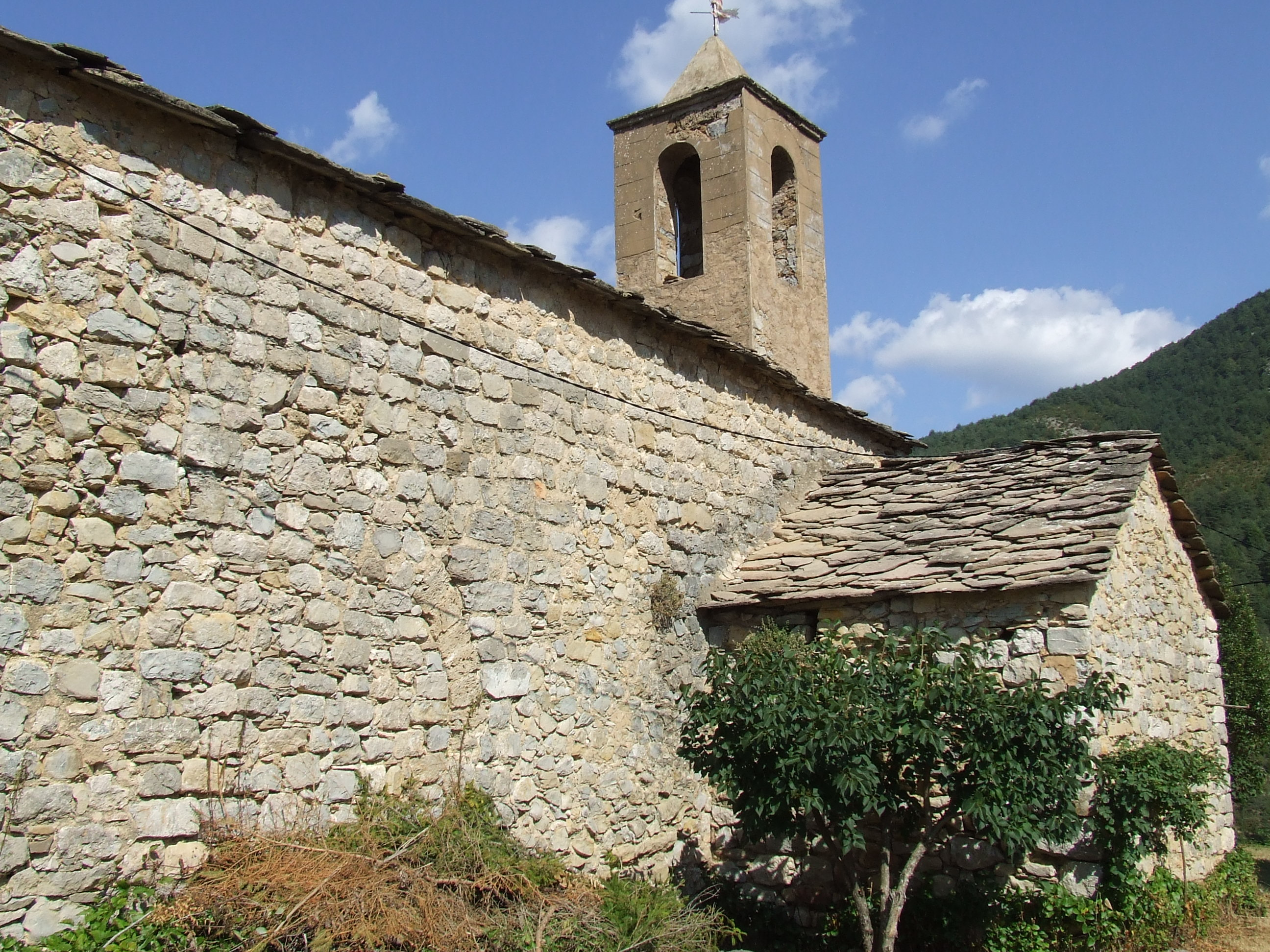
Mur meridional de l'església parroquial de Sant Vicenç

## Història
La primera notícia històrica que se'n té és del 1076, i consta com a apendicio Sancti Vicenti, possiblement pel seu caràcter d'avançadeta del Comtat d'Urgell cap al Pallars, com ha quedat explicat a l'article d'Abella de la Conca.
Moltes vegades apareix aquesta església lligada amb el deganat d'Urgell (1391) o l'oficialat d'Organyà (1526), però el 1758 ja roman lligat a la resta del terme d'Abella de la Conca, com a sufragània de Sant Esteve, dins de l'oficialat de Tremp. Tanmateix, el 1904 obtingué la independència parroquial, i tornà a ser lligada a Organyà, fins que en les remodelacions de la segona meitat del segle xx tornà a relligar-se amb Abella de la Conca i després amb Isona.

## Etimologia
L'església parroquial del poble de Bóixols està dedicada a sant Vicenç.